# 김장겸
김장겸(金張謙, 1961년 5월 8일~)은 대한민국의 기자, 정치인이다. 현재 제22대 국회의원이며, 제33대 문화방송 대표이사 사장을 지낸 이력이 있다.

## 학력
- 마산고등학교 졸업
- 고려대학교 생명과학대학 농업경제학과(現 식품자원경제학과) 학사
- 고려대학교 대학원 신문방송학 석사

## 경력
- 1987. 11. 17. 문화방송 기자 입사
- 2004: 문화방송 보도국 런던 특파원
- 2008. 3. 문화방송 보도국 사건팀장
- 2008. 3. 문화방송 보도국 국제팀장
- 2009. 3. 문화방송 보도국 네트워크부장
- 2009. 3. 문화방송 보도국 사회1부장
- 2010. 7. 문화방송 생활과학부장
- 2011. 2.~2013. 5. 문화방송 보도국 정치부장
- 2013. 5. 문화방송 보도국장
- 2015. 2.~2017. 2. 문화방송 보도본부장
- 2015. 5. 대법원 양형위원회 양형위원
- 2017. 2. 24.~11. 13. 문화방송 대표이사 사장[1][2]
- 2019. 9. 자유미디어국민행동 고문
- 공영언론미래비전100년위원회 공동상임대표
- 2022. 10. 국민의힘 ICT미디어진흥특별위원회 포털소위원장
- 공정언론국민연대 상임고문
- 2023. 6.~2023. 10. 국민의힘 정책위원회 산하 가짜 상품과 가짜 뉴스, 가짜 후기, 정부 정책 서비스를 가장한 광고 등으로 논란을 빚은 거대 포털의 독과점 폐해를 시정할 법·제도를 마련할 포털TF 공동위원장
- 2023. 7.~2023. 10. 국민의힘 가짜뉴스·괴담 방지 특별위원회 위원장
- 2023. 9.~2023. 10. 국민의힘 대선 공작 게이트 진상조사단 위원
- 2024. 3.~2024. 4. 국민의미래 비례대표 국회의원 후보
- 2024. 3.~2024. 4. 국민의미래 4·10 총선 중앙선거대책위원회 공보단 단장
- 2024. 5.~2025. 6. 국민의힘 미디어특별위원회 위원
- 2024. 5.~ 제22대 국회의원 (비례대표)
- 2024. 8.~2025. 6. 국민의힘 포털 불공정 개혁 TF 위원
- 2024. 9.~2025. 6. 국민의힘 딥페이크 성범죄 대응을 위한 특별위원회 위원
- 2025. 4.~ 국민의힘 ICT방송미디어정책특별위원회 위원장
- 2025. 5.~2025. 6.: 제21대 대통령 선거 국민의힘 김문수 대통령 후보 미디어본부 언론모니터링단장

### 의정 활동
- 2024. 5.~ 제22대 국회의원(비례대표, 국민의힘)
  - 2024. 6.~ 제22대 국회 전반기 과학기술정보방송통신위원회 위원
    - 제22대 국회 전반기 과학기술정보방송통신위원회 정보통신방송법안심사소위원회 위원
    - 제22대 국회 전반기 과학기술정보방송통신위원회 청원심사소위원회 위원장

  - 자유경제포럼 구성의원
  - 국회 AI와 우리의 미래 구성의원

## 전과
- 노동조합및노동관계조정법위반: 징역 8월, 집행유예 2년 - 2020년 8월 26일 선고[3][4][5]

## 역대 선거 결과
| 실시년도 | 선거   | 대수 | 직책     | 선거구   | 정당       | 득표수       | 득표율          | 순위          | 당락 | 비고 |
| -------- | ------ | ---- | -------- | -------- | ---------- | ------------ | --------------- | ------------- | ---- | ---- |
| 2024년   | 총선   | 22대 | 국회의원 | 비례대표 | 국민의미래 | 10,395,264표 | \| \| 36.67% \| | 비례대표 14번 |      | 초선 |
|          | 36.67% |      |          |          |            |              |                 |               |      |      |

## 소속 정당
| 소속 정당 | 소속 정당  | 소속 기간 | 비고      |
| --------- | ---------- | --------- | --------- |
|           | 국민의힘   | 2022~2024 | 정계 입문 |
|           | 무소속     | 2024      | 탈당      |
|           | 국민의미래 | 2024      | 입당      |
|           | 국민의힘   | 2024~현재 | 합당      |

## 같이 보기
- 대한민국 제22대 국회의원 선거 국민의미래 후보 목록#비례대표